# Світ Далі
«Світ Далі» (англ. Dali Land) — американський біографічний фільм режисера Мері Херрон з Беном Кінгслі в ролі Сальвадора Далі.

## Сюжет
1974 рік. Сальвадор Далі — найзнаменитіший і найепатажніший художник на планеті. Однак справжня влада у світі мистецтва — у руках у Гали, його дружини та музи. Їхній пристрасний шлюб несподівано опиняється на межі краху, і спостерігати за цим випадає юному асистенту Джеймсу. Його завдання — допомогти Далі підготуватися до Нью-Йоркського шоу, але замість творчості, охоплений бурхливими емоціями, геній закочує нескінченні вечірки. Джеймсу доведеться зануритися в його світ і з перших вуст дізнатися про історію життя найнезвичайнішого художника всіх часів.

## У ролях
- Бен Кінгслі — Сальвадор Далі
  - Езра Міллер — юний Далі
- Барбара Зукова — Гала
- Крістофер Брайні — Джеймс
- Руперт Грейвз — Капітан Мур
- Андреа Пежич — Аманда Лір
- Олександр Байєр — Крістофф
- Марк КакКена — Еліс Купер
- Авіталь Львова — юна Гала
- Сьюкі Втерхаус — Джинеста

## Виробництво
У травні 2018 року в ЗМІ з'явилася інформація, що Бен Кінгслі, Леслі Менвілл, Тім Рот, Френк Діллейн та Езра Міллер приєдналися до каста фільму, режисером якого призначено Мері Херрон. У травні 2021 Барбара Зукова, Авіталь Львова, Крістофер Брайні, Руберт Грейвс, Андреа Пежич, Сьюкі Вотерхаус і Марк МакКена приєдналися до акторського складу проекту, в той час як Менвілл, Рот і Діллейн вибули з нього.
Зйомки в основному проходили в Ліверпулі (який видається за Нью-Йорк).